# Stiria colimae
Stiria colimae är en fjärilsart som beskrevs av Max Wilhelm Karl Draudt 1927. Stiria colimae ingår i släktet Stiria och familjen nattflyn. Inga underarter finns listade i Catalogue of Life.